# Diego Milito
Diego Alberto Milito (født 12. juni 1979 i Bernal, Buenos Aires) er en argentinsk tidligere fodboldspiller der spillede for blandt andet Inter fra Italiens bedste fodboldrække Serie A og det argentinske fodboldlandshold.
Han er storebror til tidligere fodboldspiller Gabriel Milito som i 2012 valgte at indstille karrieren.
Milito´s største triumf var da Inter vandt Champions League i 2010 (Milito scorede begge mål i 2-0 sejren over Bayern München).

## Klubber som spiller
- Racing Club de Avellaneda (1999-2004)
- Genoa C.F.C. (2004-2005, 2008-2009)
- Real Zaragoza (2005-2008)
- FC Internazionale Milano (Inter) (2009-14)
- Racing Club (2014-16)